# إيفان دريسر
إيفان دريسر (بالإنجليزية: Ivan Dresser)‏ هو منافس ألعاب قوى أمريكي، ولد في 3 يوليو 1896 في فلاندريو في الولايات المتحدة، وتوفي في 27 ديسمبر 1956 في نيويورك في الولايات المتحدة.

## وصلات خارجية
- إيفان دريسر على موقع أوليمبيديا (الإنجليزية)